# Luke Keough
Luke Keough (Sandwich, 10 augustus 1991) is een Amerikaans wielrenner en veldrijder die anno 2017 rijdt voor UnitedHealthcare Professional Cycling Team. Daarvoor reed hij een seizoen bij Smartstop-Mountain Khakis. Zijn oudere broer Jake is ook wielrenner. In augustus 2017 trouwde hij met Kaitlin Antonneau.

## Overwinningen
2006
 Amerikaans kampioen veldrijden, Nieuwelingen
2007
 Amerikaans kampioen veldrijden, Junioren
2014
1e etappe Ronde van Taiwan
2017
2e, 3e en 9e etappe Ronde van Marokko

## Ploegen
- 2012 –  Team SmartStop-Mountain Khakis
- 2013 –  UnitedHealthcare Pro Cycling Team
- 2014 –  UnitedHealthcare Professional Cycling Team
- 2015 –  UnitedHealthcare Professional Cycling Team
- 2016 –  UnitedHealthcare Professional Cycling Team
- 2017 –  UnitedHealthcare Professional Cycling Team
- 2018 –  UnitedHealthcare Professional Cycling Team

Bezdek · Brown · Hamblen · Keough · Kline · Livermon · Monteleone · Murfet · Myerson · Townsend · Zawacki
Acevedo · Alzate · Cataford · Clarke · Eaton · Haedo · Hegyvary · Henderson · Jaramillo · Jones · Keough · Mannion · McCabe · Norris · Putt · Summerhill
Acevedo · Alzate · Cataford · Clarke · Eaton · Haedo · Hegyvary · Jaramillo · Keough · Mannion · Marcotte · McCabe · Norris · Putt · Țvetcov · Velázquez